# Olympische Sommerspiele 2012/Teilnehmer (Kamerun)
| Gelbes Symbol für Goldmedaillen mit stilisierten Olympischen Ringen | Graues Symbol für Silbermedaillen mit stilisierten Olympischen Ringen | Braundes Symbol für Bronzemedaillen mit stilisierten Olympischen Ringen |
| ------------------------------------------------------------------- | --------------------------------------------------------------------- | ----------------------------------------------------------------------- |
| —                                                                   | —                                                                     | —                                                                       |

Kamerun nahm in London an den Olympischen Spielen 2012 teil. Es war die insgesamt 13. Teilnahme an Olympischen Sommerspielen. Das Comité Olímpico Uruguayo nominierte 33 Athleten in neun Sportarten.
Fahnenträgerin bei der Eröffnungsfeier war die Ringerin Annabel Laure Ali.
Am 7. August 2012 teilte Kameruns Delegationsleiter David Ojong mit, dass sieben Athleten aus dem olympischen Dorf verschwunden sind. Neben der gesamten Boxmannschaft (Essomba, Adjoufack, Abdon, Mendouo und Ambomo) seien die Fußballtorhüterin Drusille Ngako und der Schwimmer Paul Edingue Ekane verschwunden. Laut Medienberichten sind die Sportler wahrscheinlich untergetaucht, um in Europa bleiben zu können.

## Teilnehmer nach Sportarten

### Boxen
| Athleten                | Wettbewerb                    | 1. Runde        | 1. Runde | Achtelfinale  | Achtelfinale  | Viertelfinale | Viertelfinale | Halbfinale    | Halbfinale    | Finale        | Finale        | Rang |
| Athleten                | Wettbewerb                    | Gegner          | Ergebnis | Gegner        | Ergebnis      | Gegner        | Ergebnis      | Gegner        | Ergebnis      | Gegner        | Ergebnis      | Rang |
| ----------------------- | ----------------------------- | --------------- | -------- | ------------- | ------------- | ------------- | ------------- | ------------- | ------------- | ------------- | ------------- | ---- |
| Männer                  |                               |                 |          |               |               |               |               |               |               |               |               |      |
| Thomas Essomba          | Halbfliegengewicht bis 49 kg  | A. Daraa        | 13-10    | P. Barnes     | 10-15         | ausgeschieden | ausgeschieden | ausgeschieden | ausgeschieden | ausgeschieden | ausgeschieden | 9    |
| Yhyacinthe Mewoli Abdon | Leichtgewicht bis 60 kg       | F. Gʻoibnazarov | 6-11     | ausgeschieden | ausgeschieden | ausgeschieden | ausgeschieden | ausgeschieden | ausgeschieden | ausgeschieden | ausgeschieden |      |
| Serge Ambomo            | Halbweltergewicht bis 64 kg   | Y. Sener        | 10-19    | ausgeschieden | ausgeschieden | ausgeschieden | ausgeschieden | ausgeschieden | ausgeschieden | ausgeschieden | ausgeschieden | 17   |
| Christian Adjoufack     | Halbschwergewicht bis 81 kg   | E. Kolling      | 6-15     | ausgeschieden | ausgeschieden | ausgeschieden | ausgeschieden | ausgeschieden | ausgeschieden | ausgeschieden | ausgeschieden | 17   |
| Blaise Yepmou           | Superschwergewicht über 91 kg | M. Arjaoui      | 6-15     | ausgeschieden | ausgeschieden | ausgeschieden | ausgeschieden | ausgeschieden | ausgeschieden | ausgeschieden | ausgeschieden | 9    |

### Fußball
| Wettbewerb   | Frauen |
| ------------ | --- |
| Athleten     | Françoise Bella Bébéy Beyene Augustine Ejangue Gaëlle Enganamouit Raïssa Feudjio Adrienne Iven Yvonne Leuko Christine Manie Bibi Medoua Claudine Meffometou Annette Ngo Ndom Madeleine Ngono Mani Ajara Nchout Gabrielle Onguéné Ysis Sonkeng Reine Sosso Jeannette Yango Francine Zouga |
| Trainer      | Carl Enow Ngachu |
| Gruppenphase | Brasilien 0:5 (0:2) Großbritannien 0:3 (0:2) Neuseeland 1:3 (0:1) |

### Gewichtheben
| Athleten               | Wettbewerb         | Reißen  | Reißen | Stoßen  | Stoßen | Zweikampf | Zweikampf | Rang |
| Athleten               | Wettbewerb         | Gewicht | Rang   | Gewicht | Rang   | Gewicht   | Rang      | Rang |
| ---------------------- | ------------------ | ------- | ------ | ------- | ------ | --------- | --------- | ---- |
| Frauen                 |                    |         |        |         |        |           |           |      |
| Madias Nzesso          | Klasse bis 75 kg   | 115 kg  |        | 131 kg  |        | 246 kg    | 6         | 6    |
| Männer                 |                    |         |        |         |        |           |           |      |
| Frédéric Fokejou Tefot | Klasse über 105 kg | 160 kg  | 18     | 202 kg  | 17     | 362 kg    | 17        | 17   |

### Judo
| Athleten           | Wettbewerb       | 1. Runde        | 1. Runde | Achtelfinale  | Achtelfinale  | Viertelfinale | Viertelfinale | Hoffnungsrunde Halbfinale | Hoffnungsrunde Halbfinale | Halbfinale    | Halbfinale    | Hoffnungsrunde Finale | Hoffnungsrunde Finale | Finale        | Finale        | Rang |
| Athleten           | Wettbewerb       | Gegner          | Ergebnis | Gegner        | Ergebnis      | Gegner        | Ergebnis      | Gegner                    | Ergebnis                  | Gegner        | Ergebnis      | Gegner                | Ergebnis              | Gegner        | Ergebnis      | Rang |
| ------------------ | ---------------- | --------------- | -------- | ------------- | ------------- | ------------- | ------------- | ------------------------- | ------------------------- | ------------- | ------------- | --------------------- | --------------------- | ------------- | ------------- | ---- |
| Männer             |                  |                 |          |               |               |               |               |                           |                           |               |               |                       |                       |               |               |      |
| Dieudonné Dolassem | Klasse bis 90 kg | W. Liparteliani | 003-0101 | ausgeschieden | ausgeschieden | ausgeschieden | ausgeschieden | ausgeschieden             | ausgeschieden             | ausgeschieden | ausgeschieden | ausgeschieden         | ausgeschieden         | ausgeschieden | ausgeschieden | 17   |

### Leichtathletik
Laufen und Gehen
| Athleten          | Wettbewerb | Vorlauf | Vorlauf | Halbfinale    | Halbfinale    | Finale        | Finale        | Rang |
| Athleten          | Wettbewerb | Zeit    | Rang    | Zeit          | Rang          | Zeit          | Rang          | Rang |
| ----------------- | ---------- | ------- | ------- | ------------- | ------------- | ------------- | ------------- | ---- |
| Frauen            |            |         |         |               |               |               |               |      |
| Delphine Atangana | 100 m      | 11,82 s | 49      | ausgeschieden | ausgeschieden | ausgeschieden | ausgeschieden | 49   |
| Männer            |            |         |         |               |               |               |               |      |
| Idrissa Adam      | 100 m      | –       | –       | –             | –             | –             | –             | DNF  |

### Ringen
| Athleten          | Wettbewerb       | 1. Runde | 1. Runde | Achtelfinale  | Achtelfinale | Viertelfinale | Viertelfinale | Halbfinale    | Halbfinale    | Hoffnungsrunde Viertelfinale | Hoffnungsrunde Viertelfinale | Hoffnungsrunde Halbfinale | Hoffnungsrunde Halbfinale | Hoffnungsrunde Finale | Hoffnungsrunde Finale | Finale        | Finale        | Rang |
| Athleten          | Wettbewerb       | Gegner   | Ergebnis | Gegner        | Ergebnis     | Gegner        | Ergebnis      | Gegner        | Ergebnis      | Gegner                       | Ergebnis                     | Gegner                    | Ergebnis                  | Gegner                | Ergebnis              | Gegner        | Ergebnis      | Rang |
| ----------------- | ---------------- | -------- | -------- | ------------- | ------------ | ------------- | ------------- | ------------- | ------------- | ---------------------------- | ---------------------------- | ------------------------- | ------------------------- | --------------------- | --------------------- | ------------- | ------------- | ---- |
| Freistil Frauen   |                  |          |          |               |              |               |               |               |               |                              |                              |                           |                           |                       |                       |               |               |      |
| Annabel Laure Ali | Klasse bis 72 kg | Freilos  | Freilos  | J. Soloniaina | 5-0          | Z. Hristova   | 1-3           | ausgeschieden | ausgeschieden | ausgeschieden                | ausgeschieden                | ausgeschieden             | ausgeschieden             | ausgeschieden         | ausgeschieden         | ausgeschieden | ausgeschieden | 7    |

### Rudern
| Athleten          | Wettbewerb | Vorlauf | Vorlauf | Hoffnungslauf | Hoffnungslauf | Viertelfinale | Viertelfinale | Halbfinale             | Halbfinale | Finale           | Finale | Rang |
| Athleten          | Wettbewerb | Zeit    | Rang    | Zeit          | Rang          | Zeit          | Rang          | Zeit                   | Rang       | Zeit             | Rang   | Rang |
| ----------------- | ---------- | ------- | ------- | ------------- | ------------- | ------------- | ------------- | ---------------------- | ---------- | ---------------- | ------ | ---- |
| Männer            |            |         |         |               |               |               |               |                        |            |                  |        |      |
| Paul Etia Ndoumbé | Einer      | 7:29.77 | 7       | 7:24.15       | 5             | –             | –             | Halbfinale E/F 7:58.48 | 5          | F-Finale 7:46.23 | 2      | 32   |

### Schwimmen
| Athleten           | Wettbewerb    | Vorlauf | Vorlauf | Halbfinale    | Halbfinale    | Finale        | Finale        | Rang |
| Athleten           | Wettbewerb    | Zeit    | Rang    | Zeit          | Rang          | Zeit          | Rang          | Rang |
| ------------------ | ------------- | ------- | ------- | ------------- | ------------- | ------------- | ------------- | ---- |
| Frauen             |               |         |         |               |               |               |               |      |
| Antoinette Guedia  | 50 m Freistil | 29,28   | 6       | ausgeschieden | ausgeschieden | ausgeschieden | ausgeschieden | 53   |
| Männer             |               |         |         |               |               |               |               |      |
| Paul Edingue Ekane | 50 m Freistil | 27,87   | 6       | ausgeschieden | ausgeschieden | ausgeschieden | ausgeschieden | 54   |

### Tischtennis
| Athleten      | Wettbewerb | 1. Runde        | 1. Runde | 2. Runde | 2. Runde | 3. Runde      | 3. Runde      | 4. Runde      | 4. Runde      | Viertelfinale | Viertelfinale | Halbfinale    | Halbfinale    | Finale        | Finale        |
| Athleten      | Wettbewerb | Gegner          | Ergebnis | Gegner   | Ergebnis | Gegner        | Ergebnis      | Gegner        | Ergebnis      | Gegner        | Ergebnis      | Gegner        | Ergebnis      | Gegner        | Ergebnis      |
| ------------- | ---------- | --------------- | -------- | -------- | -------- | ------------- | ------------- | ------------- | ------------- | ------------- | ------------- | ------------- | ------------- | ------------- | ------------- |
| Frauen        |            |                 |          |          |          |               |               |               |               |               |               |               |               |               |               |
| Sarah Hanffou | Einzel     | T. Moumjoghlian | 4-0      | Y. Xian  | 1-4      | ausgeschieden | ausgeschieden | ausgeschieden | ausgeschieden | ausgeschieden | ausgeschieden | ausgeschieden | ausgeschieden | ausgeschieden | ausgeschieden |